# Hermes da Fonseca
Hermes Rodrigues da Fonseca (São Gabriel (Rio Grande do Sul), 12 mei 1855 - Petrópolis (Rio de Janeiro), 9 september 1923) was een Braziliaans militair en politicus.

## Militaire carrière
Hermes da Fonseca was de zoon van Hermes Ernesto da Fonseca en Rita Rodrigues Barbosa da Fonseca en neef van Brazilië's eerste president, maarschalk Deodoro da Fonseca. Net als zijn oom koos hij voor een militaire carrière. Vanaf 1870 studeerde hij aan de militaire academie. Hij kreeg o.a. les van kolonel Benjamin Constant. Na zijn afstuderen was hij adjudant van de conde D'Eu. Hij was ontvankelijk voor de republikeinse ideeën die leefden onder jonge officieren en werd lid van de Militaire Club. Zijn oom haalde hem over om mee te doen aan de samenzwering tegen de monarchie. Na de Proclamatie van de Republiek Brazilië op 15 november 1889 werkte hij voor de nieuwe republikeinse regering. Later werd hij bevorderd tot generaal en daarna tot maarschalk. In november 1904 onderdrukte hij een opstand op een militaire academie.

## Politieke carrière
Vanwege zijn doortastendheid werd Da Fonseca minister van Defensie onder president Manuel Ferraz de Campos Sales en werd als zodanig gehandhaafd onder president Afonso Augusto Moreira Pena. Da Fonseca was een fel tegenstander van het burgerbewind en streefde naar een door militairen gedomineerde regering (niet te verwarren met een militaire dictatuur). Hij stelde zich kandidaat voor het presidentschap (1909). Zijn voornaamste tegenkandidaat en tegenstander van een militair als staatshoofd was Ruy Barbosa. Toch werd Da Fonseca in 1910 gekozen. Hij werd op 15 november van dat jaar werd hij geïnaugureerd.

## Presidentschap

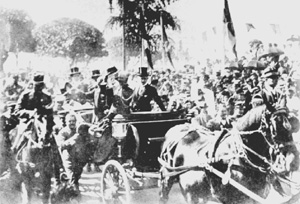
President Hermes Rodrigues da Fonseca na zijn verkiezing tot president

Direct na zijn ambtsaanvaarding kreeg hij direct al te maken met een militaire opstand van matrozen en lagere marineofficieren tegen hun aristocratische superieuren. De opstand werd neergeslagen en er dreigden hoge gevangenisstraffen, dit bleef echter achterwege dankzij een amnestieregeling (25 november 1910). Later zou Da Forseca een grootscheepse legerhervorming doorvoeren. Deze hervorming zorgde ervoor dat het leger gedemocratiseerd werd en de hoogste rangen in het leger meer kwamen open te staan voor militairen uit de middenklasse.
Het bekendst werd Da Fonseca door zijn Política das Salvações ("Politiek van Reddinge"), militaire interventies in deelstaten waar de politieke leiding hem niet welgezind was. De politici die Da Fonseca niet welgezind waren, veelal oligarchen en burgerpolitici - maar ook manipulatieve elementen - werden vervangen door militairen die Da Fonseca goedgezind waren. In één deelstaat lukte het Da Fonseca niet om de politieke leiding te vervangen, namelijk in de deelstaat Rio Grande do Sul, waar gouverneur Antônio Augusto Borges de Medeiros en "sterke man" Pinheiro Machado, stevig in het zadel bleven zitten. Uiteindelijk legde Da Fonseca zich hierbij neer en begon Pinheiro Machado zelfs te steunen.
Van oktober 1912 tot augustus 1916 woedde de Guerra do Contestado, toen de bevolking van de deelstaten Paraná en Santa Catarina onder de mysticus monnik José Maria de Santo Agostinho (eigenlijk: Miguel Lucena Boaventura). President Da Fonseca gaf direct opdracht om de revolutie onder leiding van de populaire monnik te onderdrukken. Tijdens gevechten tussen het leger en het rebellenleger onder José Maria de Santo Agostinho, kwamen zowel kolonel Gualberto João en José Maria om het leven. Hiermee kwam geen einde aan de rebellie, daar de soldaten van het leger op de vlucht sloegen en hun wapens achterlieten, voor het oprapen dus voor de rebellen. Pas in 1916 werden de rebellen verslagen, maar toen was Da Fonseca geen president meer.
In 1914 eindigde het ambtstermijn van Da Fonseca, en hij was er niet in geslaagd om een militaire opvolger aan te wijzen. De militairen waren verdeeld geraakt, en een burger, Venceslau Brás Pereira Gomes, werd tot president gekozen.

## Na zijn presidentschap

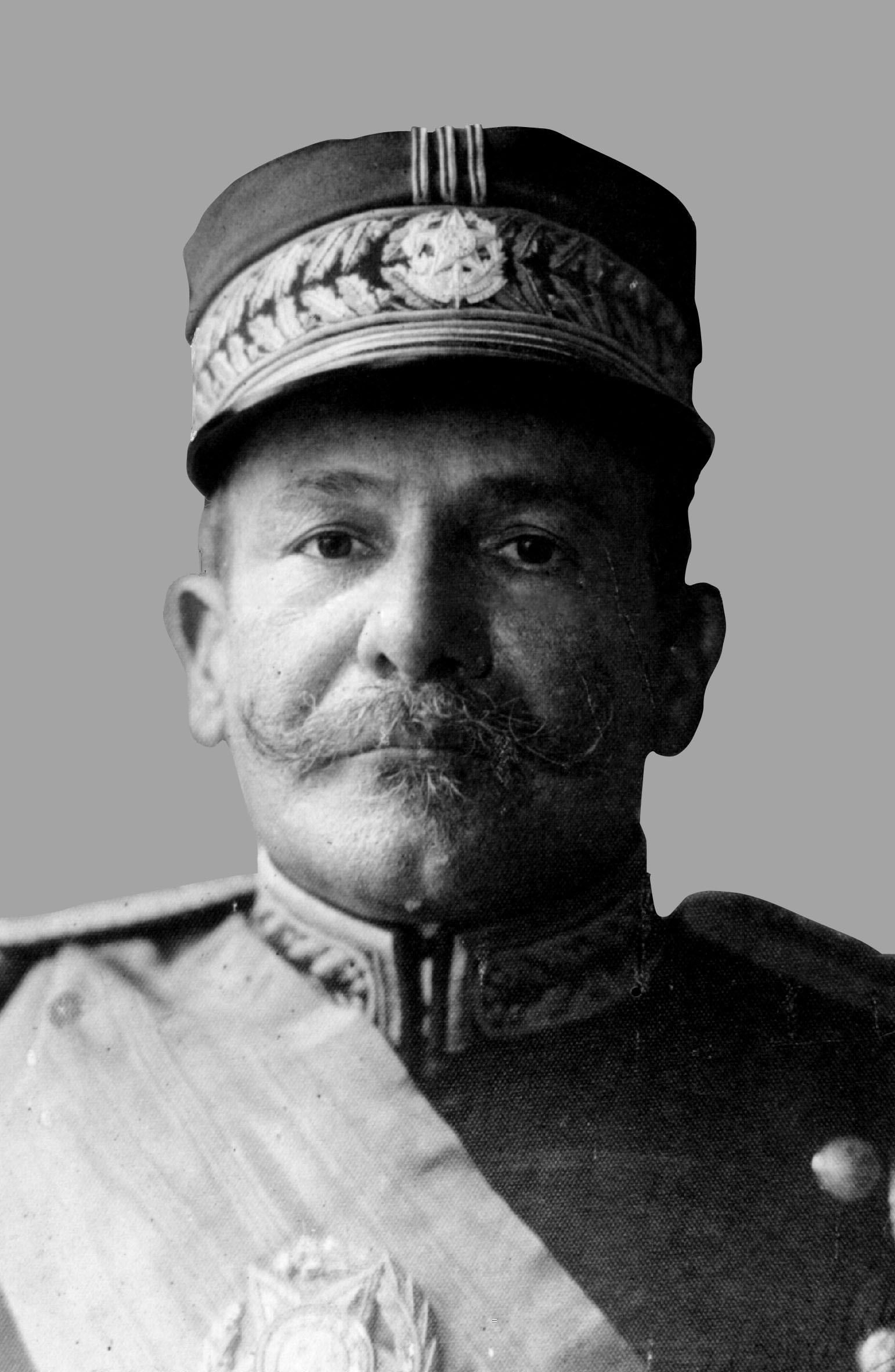
Maarschalk Hermes Rodrigues da Fonseca in militair uniform

Na zijn presidentschap werd Da Fonseca gekozen tot voorzitter van de Militaire Club en bleef achter de schermen veel invloed uitoefenen. Hij werd ook, met steun van Pinheiro Machado, voor de deelstaat Rio Grande do Sul in de Senaat gekozen. Daarna verbleef hij zes jaar in Europa. Na zijn terugkeer in Brazilië probeerde hij zijn macht verder uit te bouwen, maar de regering zag dit niet zitten en nadat Da Fonseca zich ongedisciplineerd had gedragen, beval president Epitácio Lindolfo da Silva Pessoa in 1920 zijn arrestatie. Da Fonseca werd beschuldigd van het beramen van een coup tegen de regering. Na zes maanden werd hij echter vrijgelaten.
In juli 1922 brak er een revolte uit onder militairen met de bedoeling om Da Fonseca weer aan de macht te brengen. Een van de leidende officieren van de revolte was kapitein Euclides da Fonseca, een zoon van de maarschalk.

## Familie
Hermes da Fonseca was eerst getrouwd met Orsina Francisca († 1910) en daarna, sinds 1913, met Nair de Tefé (1886 - 1981). Uit zijn eerste huwelijk werd o.a. Euclides da Fonseca geboren. Hij was een officier (kapitein) en nam deel aan de Revolutie van de 5de Juli (1920) (zie ook hierboven).

## Trivia
- Na zijn verkiezing als president (1910) bezocht hij Portugal. Dit was zijn eerste staatsbezoek. Tijdens dit staatsbezoek brak er een revolutie uit en werd de monarchie afgeschaft. Maarschalk Da Fonseca bood koning Manuel II politiek asiel aan in Brazilië, maar de koning sloeg het aanbod af.